# Tulare County
Tulare County je okres ve státě Kalifornie v USA. K roku 2010 zde žilo 442 179 obyvatel. Správním městem okresu je Visalia. Celková rozloha okresu činí 12 533,2 km².

## Sousední okresy
| Růžice kompasu |              | Fresno County |             | Růžice kompasu |
| Růžice kompasu | Kings County | Sever         | Inyo County | Růžice kompasu |
| Růžice kompasu | Kings County | Tulare County | Inyo County | Růžice kompasu |
| Růžice kompasu | Kings County | Jih           | Inyo County | Růžice kompasu |
| Růžice kompasu | Kern County  |               |             | Růžice kompasu |